# Miconia biformis
Miconia biformis är en tvåhjärtbladig växtart som beskrevs av Célestin Alfred Cogniaux. Miconia biformis ingår i släktet Miconia och familjen Melastomataceae. Inga underarter finns listade i Catalogue of Life.